# Voorloopnul
Een voorloopnul is een cijfer nul dat aan het begin van een getal wordt weergegeven, maar dat voor de waarde van dat getal eigenlijk onnodig is. 
Voorloopnullen komen veel voor in situaties waar de weergegeven getallen een voorgeschreven aantal cijfers hebben. Bijvoorbeeld in de weergave van een datum in ISO 8601 zijn voorloopnullen nodig voor het weergeven van de eerste negen maanden en voor de eerste negen dagen van een maand. Daarnaast worden voorloopnullen gebruikt om getallen alfabetisch te kunnen sorteren, wat vaak alleen goed gaat als zij hetzelfde aantal cijfers hebben.
De Nederlandse Postbank, later ING, had tot de invoering van IBAN rekeningnummers van maximaal zeven cijfers. Kortere nummers werden soms, maar niet altijd, voorzien van voorloopnullen. Het nummer van de Nederlandse schatkist was 1, maar kon ook gepresenteerd worden als 0000001.
Andere banken hadden nummers van tien cijfers, maar bij de meeste rekeningnummers was het eerste cijfer een nul, en die werd vaak weggelaten.

## Geen voorloopnul
Een telefoonnummer begint vaak met een of meer nullen, maar dat zijn geen voorloopnullen. Zou men die nul weglaten, dan kiest men het verkeerde nummer.
In enkele programmeertalen, waaronder C, wordt een nul gebruikt om aan te geven dat een getal is geschreven in het octale talstelsel. Er is dan dus verschil tussen 013 en 13; het octale 013 komt overeen met decimaal 11; het decimale 13 is octaal 015.